# N-1

미국의 새턴 V와 N-1의 비교

N-1(러시아어: Н-1)은 달에 소비에트 연방의 우주 비행사를 보내기 위해 만든 로켓이다. 크기는 아폴로를 쏘아올린 새턴 V보다 약간 작은 105 m이며, 지구 저궤도에 95톤 중량의 화물을 투입할 수 있도록 설계되었다. 무게는 2,735t에 이른다. 또한 1단 추력만 해도 50.3 MN으로, 이는 미합중국의 새턴 V(34.02 MN)보다 강력한 것이다. 캡슐은 소유스를 개조한 것으로 1명이 달에 착륙한다는 계획이었지만, 완성한 4대 모두 다 폭발하고 만다. 그리고 얼마 후 아폴로 11호가 달 착륙에 성공하였다. 제1차 발사가 폭발로 끝난 이후 다시 소련은 2차 발사를 시도했는데 이번에도 폭발하여서 발사대가 날아가고 옆에 대기 중이던 3번째 N-1도 폭발하고 만다. 4차 발사 실패 이후에 소비에트 연방은 만들고 있던 N-1들을 모두 다 폐기하고 유인 달 착륙 계획을 포기하였다. N-1 실패의 원인은 엔진이었다. 소련은 미국이 새턴 V에 사용한 F-1같은 대형 엔진 개발에 실패하였다. 그 결과 부득이하게 소형 엔진을 여러 개 이어붙여서 사용했는데, N-1로켓 1단부는 무려 30개의 엔진을 장착하고 있었다. 이런 구조로 인해 단 한개의 엔진에 사소한 문제가 생겨도 연쇄폭발해버렸던 것이다.

## 개요
N-1은 달이나 화성에 유인 우주선을 보내거나 우주 정거장, 대형 군사 위성을 발사하기 위해 1956년부터 개발되었다. 미합중국이 1961년에 유인 달 착륙을 목표로 한다고 발표한 뒤인 1964년에, N-1의 목표가 유인 달 착륙으로 전환되었다. 하지만 예산이 충분하지 않아 계획이 성공에 이르지는 못했다.
다른 소비에트 연방의 로켓도 소형 로켓 엔진을 여러 개 묶어 큰 추력을 얻는 클러스터 로켓 방식을 채택하고 있지만, N-1은 제1단의 로켓 엔진만 해도 30개에 달해, 그것들을 동기화하여 제어할 기술을 갖추는 것이 최대의 과제였다. 현재 기술로도 그만큼의 로켓 엔진을 동기화하여 제어하는 것은 어렵다.
N-1의 다수의 엔진을 제어하기 위한 KORD 시스템이 개발되었다. 하나의 엔진이 정지하면 자동으로 중심축을 끼고 반대편의 엔진을 정지하여, 균형을 잡는 것과 동시에 다른 엔진의 연소시간을 연장하고 성능을 보장하는 제어 시스템이며, 4개의 엔진이 정지해도 대응할 수 있었다. 또한 바깥의 24대의 엔진 중 일부는 기체의 수직축의 오른쪽이네 왼쪽에 비스듬하게 장착되었는데, 이 엔진의 출력을 조절하여 로켓의 회전도 제어할 수 있었다. 그러나 3번째 N-1인 N-1/6L에서 이 시스템으로 제어할 수 없는 회전력이 발생했기 때문에, 이후에 스티어링 엔진을 추가했다.
시험을 위한 자금의 부족과 기술적 어려움 때문에, 4차례 이루어진 시험 비행 중 N-1이 성공한 적은 한 번도 없었다. 시험 비행은 모두 1단 로켓 분리 전에 실패했다. 가장 긴 비행은 107초로, 1단 로켓 분리 직전에 폭발했다. 시험 비행은 처음 2회는 1969년, 3번째는 1971년, 마지막은 1972년에 이루어졌다.
1974년 5월에 소비에트 연방의 유인 달 착륙 계획이 중단되었고, 이에 따라 N-1의 개발도 같은해 8월에 중단되었다. 기존의 로켓 엔진을 개량하여 시험 비행을 준비하고 있던 2대의 N-1F은 폐기되었다. N-1F에 사용할 엔진인 NK-33은 폐기되어야했지만, 방사성 폐기물 커버에 덮혀진 채 폐기되지 않고 남아있던 것이 발견되었다. 시운전 결과 아직 사용이 가능할 뿐만 아니라 괜찮은 성능을 보였기 때문에, 2005년에 민간 로켓 개발에 사용되었다. 하지만 2006년에 민간 프로젝트도 자금 부족으로 동결되었다.

## 문제점
연료와 산화제를 여러개의 로켓 엔진에 공급하기 위해 복잡한 펌프가 필요했다. 그 부분의 과민함은 발사 실패의 원인이 되었다. 또한 N-1이 발사된 바이코누르 우주 기지는 내륙에 있었기 때문에 대형 선박으로 운송할 수가 없어서, 작게 분해하여 옮긴 뒤에 현지에서 다시 조립되었다. 그 결과 추진체 공급계의 배관 및 터빈으로 인한 파괴적인 진동과 배기의 유체역학적인 문제가 발사 전에 발견되지 않아, 문제가 해결되지 않았다.
기술적 어려움을 해결하기 위한 자금이 부족했기 때문에, N-1의 모든 시험 발사는 실패했다. 12회의 시험 계획 중 4회의 무인 비행 계획은 1단을 분리하기 전에 실패로 끝났다. 가장 긴 비행은 마지막으로 발사된 4호의 107초로, 1단 로켓 분리 직전에 폭발했다.
유인 달 착륙을 위한 N-1F 계획이 중지된 후, 미국의 스카이랩에 대항하는 우주 정거장 발사 로켓으로 사용할 것이 기대되었지만 1974년에 계획이 중단되었다.

## 실적
1969년 2월 21일
68초 후에 1단 로켓 엔진 정지
원인 : KORD 시스템의 오류. 출력 조정 타이밍 오류로 진동이 발생하여, 액체 산소 파이프가 파괴되어 화재가 발생했다.
1969년 7월 3일
발사 수십초 후에 1단 엔진 정지
원인 : 금속 파편이 터보 펌프에 들어갔다. 점화 0.25초 후에 8번 엔진의 터보 펌프에 들어간 금속 파편으로 인해 액체 산소 펌프가 파열되었고, 그로 인해 엔진이 정지된 후 KORD 시스템에 의해 나머지 29기의 엔진도 정지되었다. 로켓은 발사대에 떨어져 폭발했다.
1971년 6월 26일
주요 개선사항 : 연료 라인에 필터 설치. 엔진에 환기장치 및 냉각장치 추가. 발사 직후 KORD 시스템의 엔진 정지 금지.
발사 50초 후 분해.
원인 : 엔진 후방에서 회전이 발생해 분해. 엔진 자체의 문제는 일어나지 않았다.
1972년 11월 23일
주요 개선사항 : 회전을 막기 위한 스티어링 엔진 추가.
발사 107초 후에 1단 로켓 폭발.
원인 : 진동에 의해 연료 라인에 과부하를 피하기 위한 프로그램이 작동하여 엔진이 정지함. 일부 엔진은 폭발했다.
1974년 8월 계획 중단
5호기, 6호기
주요 개선사항 : 엔진을 NK-15에서 NK-33으로 변경
거의 완성되었지만 N-1 계획 중단으로 폐기.

## 같이 보기
- 소유스 계획
- 소유스 (로켓)

## 참고 문헌
- “N1” (영어). Encyclopedia Astronautica. 2008년 6월 23일에 확인함.